# Rubus perperus
Rubus perperus är en rosväxtart som beskrevs av Heinrich E. Weber. Rubus perperus ingår i släktet rubusar, och familjen rosväxter. Inga underarter finns listade i Catalogue of Life.